# Doba (langue)
Pour les articles homonymes, voir Doba.
Le doba est une langue ou un groupe de langues sara parlée au Tchad dont les variantes, le mango, le nangnda (bedjond, bebote, yom, pen, maguer) et le gor, sont traditionnellement considérées comme des langues distinctes bien que suffisamment intelligibles entre elles.